# Hypogymnia
Hypogymnia (Nyl.) Nyl. (pustułka) – rodzaj grzybów z rodziny tarczownicowatych (Parmeliaceae). Ze względu na współżycie z glonami zaliczany jest do grupy porostów.

## Systematyka i nazewnictwo
Pozycja w klasyfikacji według Index Fungorum: Parmeliaceae, Lecanorales, Lecanoromycetidae, Lecanoromycetes, Pezizomycotina, Ascomycota, Fungi.
Nazwa polska według Krytycznej listy porostów i grzybów naporostowych Polski. Niektóre synonimy naukowe: Ceratophyllum M. Choisy, Parmelia subgen. Hypogymnia Nyl.:

## Gatunki występujące w Polsce
- Hypogymnia austerodes (Nyl.) Räsänen 1943[4] – pustułka brunatniejąca
- Hypogymnia bitteri (Lynge) Ahti 1964[4] – pustułka Bittera
- Hypogymnia farinacea Zopf 1907 – pustułka oprószona
- Hypogymnia physodes (L.) Nyl. 1896 – pustułka pęcherzykowata
- Hypogymnia tubulosa (Schaer.) Hav. 1918 – pustułka rurkowata
- Hypogymnia vittata (Ach.) Parrique 1898 – pustułka rozdęta

Nazwy naukowe na podstawie Index Fungorum. Nazwy polskie według checklist
Wszystkie gatunki w Polsce, z wyjątkiem pustułki pęcherzykowatej, objęte są ścisłą ochroną gatunkową.